# Jack Keller
Jack Walter Keller (11 de noviembre de 1936-1 de abril de 2005) fue un compositor y productor norteamericano. Coescribió junto a Howard Greenfield, numerosos éxitos musicales a finales de los años 50 y  principios de los 60, incluidos temas como "Just Between You and Me", "Everybody's Somebody's Fool", "My Heart Has a Mind of Its Own", "Venus in Blue Jeans" y "Run to Him". También escribió música para series de televisión como Bewitched y Gidget. Trabajó entre Los Ángeles – donde produjo y escribió temas para The Monkees – y Nashville.

## Biografía
Nació en Brooklyn, hijo de Mal Keller, músico de orquesta de baile, y su esposa Reva. De niño aprendió a tocar el acordeón y el piano y, con tan solo 15 años, comenzó a trabajar en una tienda de reparación de cámaras, tras el fallecimiento de su padre. También comenzó a tocar en orquestas de baile y a escribir canciones junto a su amigo Paul Kaufman. A mediados de los años 50, solía merodear alrededor del Edificio Brill, corazón del "Tin Pan Alley" de Nueva York, donde fue introducido por el letrista Lee Cathy.  Su primera colaboración, "Just Between You and Me", fue grabada por The Chordettes y alcanzó la lista de los diez mejores éxitos en 1957. También colaboró con Noel Sherman, componiendo temas para Perry Como y The Kalin Twins.

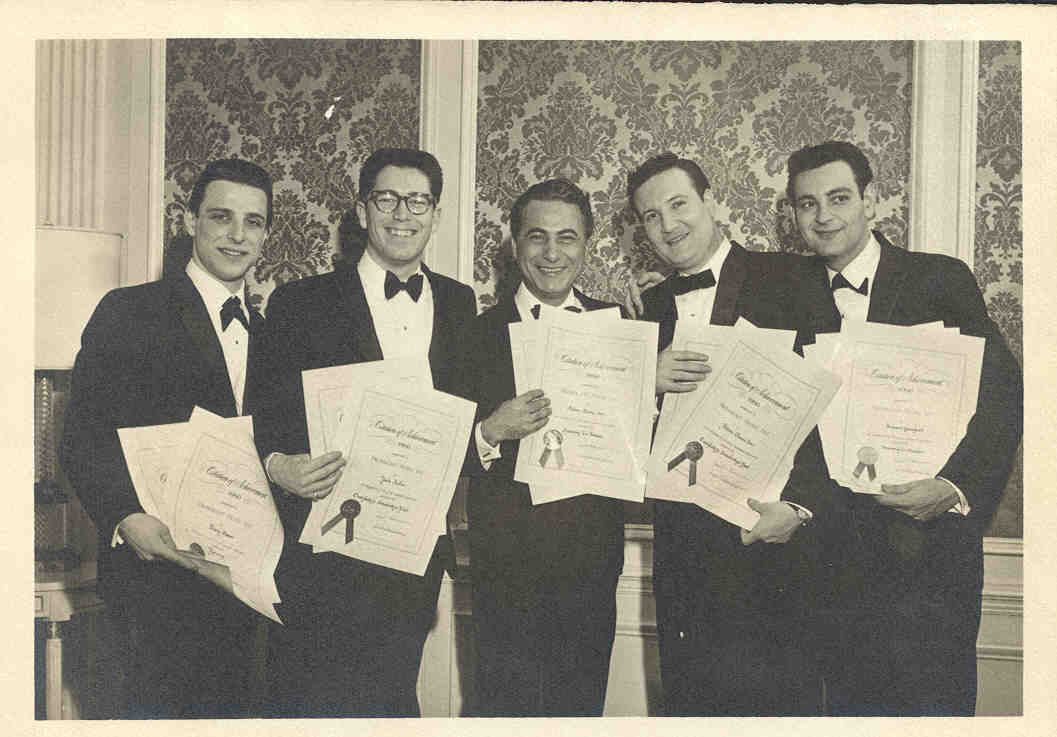
Barry Mann, Jack Keller, Al Nevins, Don Kirshner y Howie Greenfield en los premios de la BMI en 1962.

En 1959, fue uno de los primeros compositores en firmar un exclusivo contrato con Aldon Music, la compañía editora de música fundada por Don Kirshner y Al Nevins.  Keller comenzó entonces a trabajar junto a un joven equipo de escritores entre los que se encontraban Carole King, Gerry Goffin, Neil Sedaka y Howard Greenfield. Entre 1960 y 1963, Aldon Music produjo un total de 54 canciones top ten.
Cuando Sedaka comenzó su carrera como intérprete, Keller trabajó con Greenfield, con quien escribió dos números uno para Connie Francis en 1960, "Everybody's Somebody's Fool" y "My Heart Has a Mind of Its Own", así como "Breakin' In A Brand New Broken Heart".  Keller y Greenfield también compusieron para Jimmy Clanton el éxito de 1962 "Venus in Blue Jeans" y para Brenda Lee "Your Used to Be".  Al mismo tiempo, Keller escribió con Gerry Goffin, algunos temas de éxito para Bobby Vee y para los Everly Brothers, y con Hank Hunter, el éxito de las McGuire Sisters, "Just For Old Time's Sake".
Cuando Aldon fue vendida a Columbia Pictures (Screen Gems) en 1963, la compañía comenzó a trabajar con música para cine y televisión. Keller y Greenfield escribieron temas para dos series de éxito, Bewitched y Gidget, en 1964 y 1965. Ambos se mudaron a Los Angeles, California en 1966. Al tiempo que continuaron escribiendo música para televisión, sus composiciones fueron grabadas por músicos como Frank Sinatra, Peggy Lee y Steve Lawrence.
Cuando Don Kirshner y Screen Gems lanzaron a la banda The Monkees en 1966, Keller coprodujo su primer álbum y compuso varios temas, como "Your Auntie Grizelda" y "Early Morning Blues and Greens", ambos escritos con Diane Hildebrand.  Keller y Hildebrand también escribieron para Bobby Sherman el éxito de 1970, "Easy Come, Easy Go". Durante los años 70, trabajó para United Artists Music en Hollywood.
En 1984 se mudó a Nashville, Tennessee, donde escribió para artistas country como Ernest Tubb, Crystal Gayle, Eddy Arnold, Loretta Lynn y Reba McIntire.
Murió de leucemia con 68 años.